# Бастрон, Никита Станиславович
Никита Станиславович Бастрон (19 сентября 1995 года, Тюмень, Россия) — российский футболист, защитник.

## Биография
Воспитанник «Тюмени». Выступал за молодежный состав нижегородской «Волга». На взрослом уровне Бастрон провел несколько сезонов в ПФЛ. Осенью 2020 года защитник заключил контракт с с грузинской «Чихурой». Дебютировал в Эровнули-лиги Бастрон 30 ноября в победном матче против тбилисского «Динамо» (2:0).